# Triphaenopsis inepta
Triphaenopsis inepta là một loài bướm đêm trong họ Noctuidae.